# Arthrogrypose
 Mise en garde médicale
L'arthrogrypose est une maladie congénitale se manifestant essentiellement par une raideur au niveau de différentes articulations. Il peut s'agir d'une maladie autonome ou faisant partie d'un syndrome associant d'autres signes.

## Épidémiologie
La prévalence est comprise entre un sur 3 300 et un sur 56 000.

## Description
L'arthrogrypose se manifeste par des raideurs articulaires présentes dès la naissance et touchant, de façon variable, les quatre membres.
Il peut exister un faciès particulier ainsi que des anomalies cutanées. 
Elle peut être isolée ou s'accompagner d'autres signes, squelettiques, viscéraux ou neurologiques. 
Les arthrogryposes entrent dans le vaste cadre de ce qu’il est convenu d’appeler les syndromes d’immobilité fœtale qui regroupent une multitude d’anomalies neurologiques et musculaires dont l’inventaire est en cours.

## Diagnostic
Le diagnostic prénatal est difficile et souvent manqué. Il peut être suspecté devant une diminution de la mobilité du fœtus ressentie par la mère. Le signe le plus évocateur est la découverte, à l'échographie  d'un pied bot bilatéral.

## Évolution
La mortalité peut atteindre 40 % au cours de la première année de vie. Passé ce cap, la durée de vie peut être normale, avec toutefois un handicap.

## Traitement
Le choix du traitement est des plus difficiles. Le but est avant tout d’essayer d’améliorer la fonction et l’autonomie des patients (rééducation fonctionnelle). D'autres corrections des malformations associées peuvent nécessiter l'intervention chirurgicale.

## Formes cliniques
Plus de 150 types ont été décrits, comprenant près de 400 anomalies génétiques.
Un syndrome associant une arthrogrypose, une atteinte rénale et une cholestase hépatique, secondaire à une mutation sur le gène VPS33B. Une autre forme constitue le syndrome de Freeman-Sheldon par mutation du gène MYH3.

## Personnes célèbres
- Damien Abad, homme politique français.
- Haideé Aceves, nageuse handisport mexicaine[7].
- Clara Fuentes Monasterio, haltérophile handisport vénézuélienne[8].
- David Lega